# Thể chế
Thể chế là hệ thống pháp chế gồm: Hiến pháp (luật mẹ, luật căn bản); các bộ luật (luật cơ bản và luật "hành xử"), các quy định, các quy tắc, chế định..., nhằm hài hòa các quyền lợi và trách nhiệm của mỗi công dân, mọi tổ chức trong một trật tự XH, hướng tới sự tổng hòa các lợi ích của cộng đồng; là những nguyên tắc xác định mối quan hệ xã hội; định hình cách thức ứng xử của các thành viên trong xã hội và điều chỉnh sự vận hành xã hội.
Từ điển Luật học định nghĩa thể chế là "những quy định, luật lệ của một chế độ xã hội buộc mọi người phải tuân theo". Thể chế cũng có thể được hiểu là tổng thể các quy định, các nguyên tắc xác lập các quyền và nghĩa vụ pháp lý của các chủ thể tham gia quan hệ pháp luật, tạo lập nên "luật chơi" trong các lĩnh vực của đời sống xã hội.

## Lịch sử
Tư tưởng thể chế được xuất hiện vào cuối thế kỷ XIX và được phổ biến rộng rãi ở Mỹ vào những năm 1920-1930 của thế kỷ XX. Sự nảy sinh của chủ nghĩa thể chế diễn ra do quá trình chuyển đổi từ việc tự do cạnh tranh của chủ nghĩa tư bản sang giai đoạn độc quyền, với sự tăng cường tập trung sản xuất và tích tụ tư bản, thiết lập sự thống trị của các tổ chức độc quyền trong các ngành công nghiệp then chốt, tập trung cao độ tư bản ngân hàng.
Thorstein Veblen là một trong những người đầu tiên đưa ra định nghĩa về thể chế: Thể chế là tính quy chuẩn của hành vi hoặc các quy tắc xác định hành vi trong những tình huống cụ thể, được các thành viên của một nhóm xã hội chấp nhận và tuân thủ 2. Về cơ bản, sự tuân thủ các quy tắc đó là do bản thân tự kiểm soát hoặc do quyền lực bên ngoài khống chế.
Năm 1990, Douglass North đã khái quát: thể chế là những ràng buộc mà con người tạo ra để định hướng cho những tương tác giữa người với người, là những "luật chơi trong một xã hội".
Theo Lin và Nugent (năm 1995) cho rằng: Thể chế là một hệ thống các quy tắc hành xử do con người sáng tạo ra để quản lý và định hình các tương tác giữa con người với nhau, thông qua đó giúp họ hình thành những kỳ vọng về những điều mà người khác sẽ làm.
Năm 2001, Sokolof đã đưa ra một định nghĩa mở rộng về thể chế: Thể chế là khung khổ chính trị và pháp lý tạo ra những nguyên tắc và luật lệ cơ bản cho sự hoạt động của các cá nhân và công ty; những tổ chức mang tính tự nguyện hoặc hợp tác giữa các chủ thể có tác động đến bản chất và tổ chức của sự thay đổi; các giá trị văn hóa và niềm tin có ảnh hưởng tới hành vi kinh tế thông qua tác động của chúng đối với sự sẵn lòng tham gia và tuân thủ các nguyên tắc của thị trường và đối với nội dung của hàng hóa, dịch vụ. Như vậy, trong định nghĩa này, nội hàm cụ thể của các "bộ quy tắc" đã phần nào được định dạng rõ hơn: các chủ thể của thể chế không chỉ là những "con người" với tư cách là một cá thể, mà còn bao gồm cả các tổ chức, các "tập thể người".
Theo Ngân hàng Thế giới năm 2003 thể chế là: "Những quy tắc và tổ chức, gồm cả các chuẩn mực không chính thức, phối hợp hành vi con người. Hệ thống chuẩn mực không chính thức bao gồm cả lòng tin và các giá trị xã hội (trong đó có cả những chuẩn mực lâu đời chi phối các hành vi xã hội) đến các cơ chế và mạng lưới phối hợp không chính thức. Trong khi đó, hệ thống thể chế chính thức lại bao gồm: luật pháp, các văn bản quy phạm pháp luật khác, các thủ tục cũng như các chủ thể chịu trách nhiệm xây dựng, sửa đổi, giải thích và thi hành các luật lệ và quy chế đó. Do các thể chế điều khiển hành vi con người nên một khi nó hoạt động tốt thì sẽ cho phép con người làm việc với nhau hiệu quả, cùng hợp tác trong lập kế hoạch cho bản thân, gia đình và cộng đồng nói chung. Ngược lại, nếu chúng hoạt động yếu kém hoặc không hiệu quả thì sẽ gây ra sự mất lòng tin và/hoặc tình trạng bất ổn định trong nhiều lĩnh vực".
Theo Diễn đàn Kinh tế thế giới (WEF): Thể chế có thể được hiểu là cái tạo thành khung khổ trật tự cho các quan hệ của con người, định vị cơ chế thực thi và giới hạn của các quan hệ giữa các bên tham gia tương tác; là ý chí chung của cộng đồng xã hội trong việc xác lập trật tự, những quy tắc, những ràng buộc và các chuẩn mực, giá trị chung được mọi người chia sẻ.
Simon Anholt, Dung (2008) cho rằng, thể chế bao gồm ba yếu tố: luật pháp, bộ máy nhà nước, phương thức điều hành đất nước. Giá trị phổ biến về thể chế của những nước phát triển thuộc OECD là dân chủ, tam quyền phân lập, kinh tế thị trường, hội nhập quốc tế...
Như vậy, thể chế bao hàm tổ chức với hệ thống các quy tắc, quy chế được sử dụng để điều chỉnh sự vận hành của tổ chức nhằm đạt được mục tiêu của tổ chức. Trong khía cạnh về Nhà nước, thể chế là hệ thống các quy định do Nhà nước xác lập trong hệ thống văn bản pháp luật của Nhà nước và được Nhà nước sử dụng để điều chỉnh và tạo ra các hành vi và mối quan hệ giữa Nhà nước với công dân và các tổ chức nhằm thiết lập trật tự kỷ cương xã hội. Thể chế bao gồm toàn bộ các cơ quan Nhà nước với hệ thống quy định do Nhà nước xác lập trong hệ thống văn bản pháp luật của Nhà nước và được Nhà nước sử dụng để điều chỉnh và tạo ra các hành vi và mối quan hệ giữa Nhà nước với công dân, các tổ chức nhằm thiết lập kỷ cương xã hội".

## Yếu tố cấu thành
Nội hàm thể chế bao gồm 3 yếu tố chính:
- Hệ thống pháp luật, các quy tắc xã hội điều chỉnh các mối quan hệ và các hành vi được pháp luật thừa nhận của một quốc gia.
- Các chủ thể thực hiện và quản lý sự vận hành xã hội bao gồm: nhà nước, cộng đồng cư dân, các tổ chức xã hội dân sự.
- Các cơ chế, phương pháp, thủ tục thực hiện hoạt động xã hội, quản lý và điều hành sự vận hành xã hội.

## Đặc điểm
- Thể chế là sản phẩm của chế độ xã hội; phản ánh sâu sắc bản chất và chức năng của Nhà nước đương quyền. Trong đó Hiến pháp có thể được coi như "linh hồn" của một chế độ xã hội.
- Thể chế được điều chỉnh thích ứng với những thay đổi của chế độ chính trị đương quyền.
- Thể chế cũng có thể được sửa đổi, thậm chí bãi bỏ cục bộ, phụ thuộc vào sự cải cách hay đổi mới các quan hệ kinh tế - xã hội của Nhà nước, thích ứng với điều kiện lịch sử Quốc gia.
- Thể chế có vai trò quyết định đến sự hình thành và hoạt động của cơ chế, chính sách và cơ chế điều hành và hành vi ứng xử của con người.

## Phân loại
Thể chế là một khái niệm rộng gồm  những  luật  chơi  chính  thức  hoặc  phi  chính  thức  định  hình  nên phương thức ứng xử của con người. Thể chế của một quốc gia, vùng lãnh thổ bao gồm:  thể chế chính thức và thể chế phi chính thức.
Thể chế chính thức là hệ thống pháp chế, mang tính "pháp trị".
Thể chế phi chính thức là các dư luận xã hội, góp phần hình thành đạo đức, lối sống, phẩm giá con người. Thể chế phi chính thức thuộc phạm trù "đức trị". Thể chế phi chính thức gồm vô tận các quy tắc bất thành văn, quy phạm, những điều cấm kỵ được tuân thủ trong quan hệ giữa nhóm người.

## Bài liên quan
- Thiết chế
- Thiết chế xã hội